# 논산역
논산역(Nonsan station, 論山驛)은 충청남도 논산시 반월동에 위치한 호남선의 철도역이다. 논산시에 군 부대가 많아 주로 군인들이 이용하며, 임시 편성된 남도해양열차를 제외한 모든 KTX, ITX-새마을, 무궁화호, ITX-마음 열차가 정차한다.
논산 시내버스를 통해 논산역과 육군훈련소 입영심사대를 직통으로 왕복할 수 있기 때문에 입영 장정들과 환송객이 많이 찾는다. 2009년 4월 22일에는 철도이동관리반(TMO)가 강경역에서 이 역으로 이전되었다.
2006년 7월 한국철도공사 지사제 발족 당시 그룹대표역으로 지정되었으나, 업무 효율과 핵심 사업 실행, 현장중심의 경영체제 확립을 위한 조직개편으로 2009년 9월 각 지사가 지역 본부로 축소되면서, 그룹대표역에서 보통역으로 격하되었다. 당시 관할의 역들은 서대전역으로 관할 업무가 위임되었다. 호남고속철도 개통 이후 서대전역을 경유하는 모든 KTX가 이 역에 정차한다.

## 역사
- 1911년 11월 15일 : 보통역으로 영업 개시
- 1950년 7월 25일 : 역사 소실
- 1965년 5월 5일 : 역사 준공
- 1971년 9월 10일 : 무연탄 화물 도착역 지정[1]
- 1988년 12월 6일 : 현 역사 준공
- 1998년 12월 1일 : 호남선 전구간 비둘기호 운행중단
- 2004년 4월 1일 : KTX 운행 개시 통일호 폐지
- 2009년 4월 22일 : 강경역으로부터 철도이동관리반(TMO) 이전
- 2009년 10월 31일 : 화물 취급 중지[2]
- 2015년 4월 2일 : 호남고속철도 개통으로 KTX 정차 횟수 대폭 감소
- 2016년 12월 9일 : 누리로 운행 개시
- 2020년 3월 1일 : 누리로 운행 종료
- 2020년 3월 2일 : 태백선 누리로 운행으로 호남선 1421, 1424, 1425,1426열차는 무궁화호로 변경 운행 개시
- 2023년 9월 1일 : ITX-마음 운행 개시

## 승강장
승강장은 2면 4선의 상대식 승강장으로 운용된다.
| ↑연산(일부 무궁화호)/↑계룡(ITX-새마을•KTX•일부 ITX-마음•무궁화호)•↑서대전(ITX-마음) |
| １２ \| ３４ \|                                                                     |
| 강경(ITX-새마을•무궁화호))↓/익산(KTX•ITX-마음)↓                                     |

| 1 | 사용하지 않음      |                                  |                                                                  |
| 2 | 상행               | KTX                              | 행신 · 서울 · 용산 · 천안아산 · 오송 · 서대전 방면               |
| 2 | 상행               | ITX-새마을 · ITX-마음 · 무궁화호 | 용산 · 영등포 · 안양 · 수원 · 평택 · 천안 · 조치원 · 서대전 방면 |
| 3 | 호남선 전라선 하행 | KTX                              | 목포 · 광주송정 · 여수EXPO · 익산 방면                           |
| 3 | 호남선 전라선 하행 | ITX-새마을 · ITX-마음 · 무궁화호 | 목포 · 광주 (서광주) · 여수EXPO · 익산 방면                      |
| 4 | 사용하지 않음      |                                  |                                                                  |

## 인접한 역
| 호남선 (KTX)             | 호남선 (KTX)                  | 호남선 (KTX)                          |
| ------------------------ | ----------------------------- | ------------------------------------- |
| 계룡 행신 방면           | KTX 호남선 서대전만 경유      | 익산 방면                             |
| 계룡 용산 방면           | KTX 호남선 서대전 · 김제 경유 | 익산 목포 방면                        |
| 계룡 용산 방면           | KTX 전라선 서대전 경유        | 익산 전주•여수엑스포 방면             |
| 호남선 (일반열차)        |                               |                                       |
| 계룡 용산 방면 용산 방면 | ITX-새마을 호남선 전라선      | 강경 목포 · 광주 방면 여수엑스포 방면 |
| 서대전 용산 방면         | ITX-마음 호남선 전라선        | 익산 목포                             |
| 계룡 용산 방면           | ITX-마음 호남선               | 익산 방면                             |
| 연산 용산 방면           | 무궁화 호남선 전라선          | 강경 목포 · 광주 방면 여수엑스포 방면 |
| 계룡 용산 방면           | 무궁화 경전선                 | 강경 순천 방면                        |